# Чорноморець (жіночий футбольний клуб)
«Чорноморець» — жіноча команда українського професійного футбольного клубу «Чорноморець» з міста Одеси. Виступала в Першій лізі чемпіонату України серед жінок сезону 2021—2022. Свої домашні матчі проводила  в Люстдорфі.

## Історія
Після того як виконкомом Української асоціації футболу було затверджено, що всі чоловічі клуби УПЛ зобов'язані мати в своїй структурі жіночу команду, одеський футбольний клуб «Чорноморець» у червні 2021 року оголосив про створення жіночої секції у своїй структурі. Новостворена жіноча команда дебютувала в чемпіонаті України Першої ліги. В сезоні 2021—2022 вона виступала в групі «Б». 
Дебютний свій офіційний матч «Чорноморець» зіграв в Миколаїві проти місцевої «Ніки». Вже на першій хвилині гри одеська команда спромоглась забити гол, а підсумковий рахунок тієї гри був 4:0 на користь команди з Одеси.  
Після 10-ти турів в активі «Чорноморця» було 11 очок та команда посідала 6 місце в турнирній таблиці, але той сезон не було дограно через російське вторгнення. У наступних сезонах команда більше на участь в чемпіонатах країни не заявлялась.

## Головні тренери
- Оксана Макарова (2021)
- Олександр Спіцин (2021)

## Пам'ятні матчі
- Перший гол в офіційному матчі: Діана Бернард, «Ніка» (Миколаїв) — «Чорноморець» (Одеса).
- Найбільша перемога: 16 серпня 2021, перша ліга: «Ніка» (Миколаїв) — «Чорноморець» (Одеса) - 0:4;
- Найбільша поразка: 3 вересня 2021, перша ліга: «Шахтар» (Донецьк) — «Чорноморець» (Одеса) - 13:0;